# كريس رايلي (لاعب كرة قدم)
كريس رايلي (بالإنجليزية: Chris Riley)‏ (19 أغسطس 1964 بإنجلترا في المملكة المتحدة - ) هو لاعب كرة قدم نيوزلندي في مركز الوسط. شارك مع منتخب نيوزيلندا لكرة القدم. أما مع النوادي، فقد لعب مع ميرامار رينجرز ‏ وNorth Shore United AFC ‏.

## وصلات خارجية
- كريس رايلي على موقع الاتحاد الدولي (مؤرشف)  (الإنجليزية)
- كريس رايلي على موقع قاعدة بيانات كرة القدم.إي يو (الإنجليزية)